# Ирландские сливки

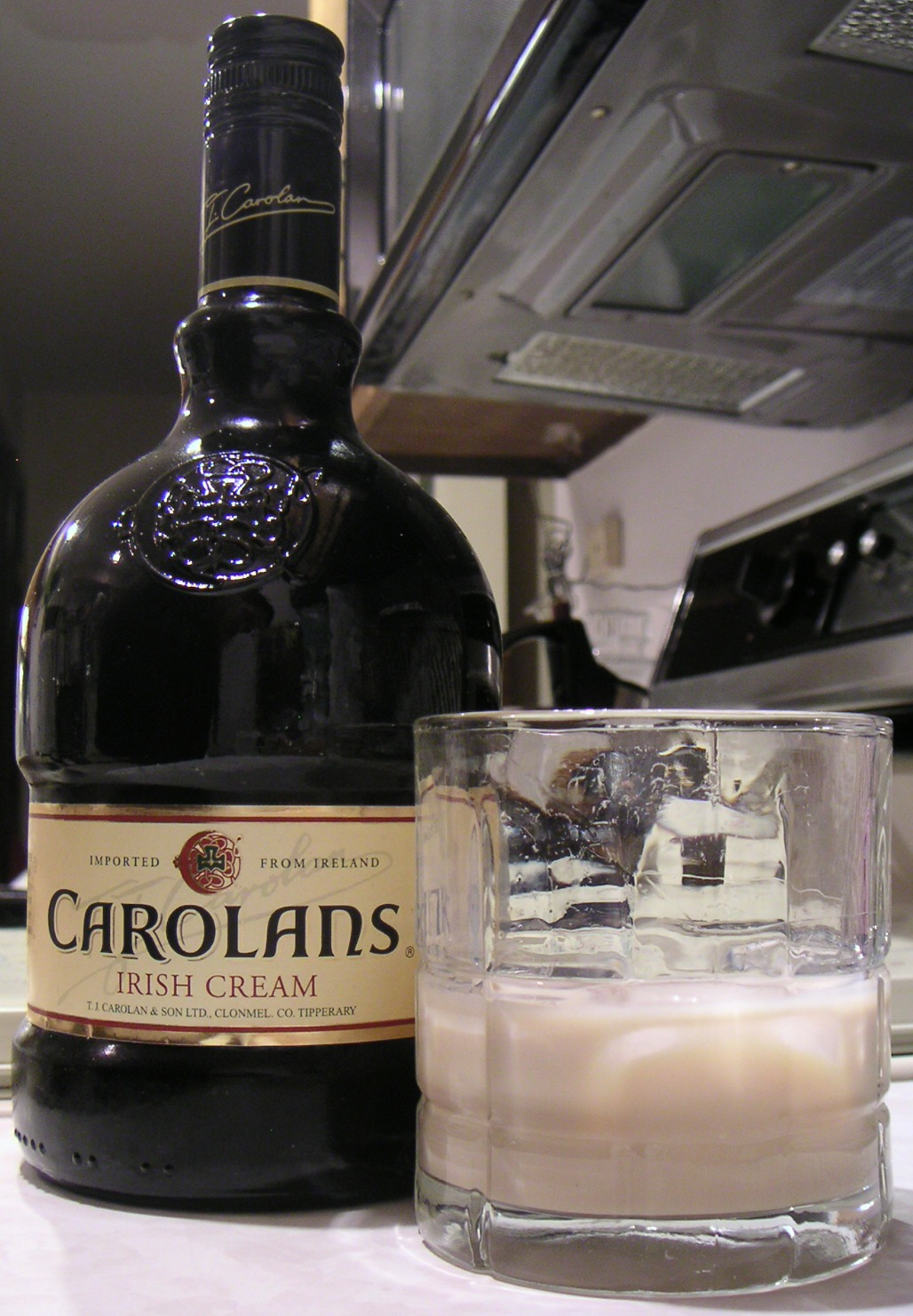
«Ирландские сливки» Carolans

«Ирландские сливки», также ирландские сливочные ликёры, ирландские кремы, «а́йриш крим» (англ. Irish cream) — сливочный ликёр (ликёр-крем) на основе ирландского виски, сливок и других ингредиентов, например, кофе. Может подаваться самостоятельно или используется в смешанных напитках как часть коктейля. Ликёры этого вида очень популярны в Великобритании, Канаде и США. Мировая популярность и само выделение категории сливочных ликёров последовала за успехом ирландского ликёра Baileys, изобретённого в 1975 году, как воплощение идеи бутилированного кофе по-ирландски (кофе со сливками и виски).
Ирландские сливочные ликёры, как и любые другие сливочные ликёры, — не очень сладкие, легко пьются и почти не раскрывают своего алкогольного содержания. В некотором смысле они эквивалентны молочным коктейлям.
«Ирландские сливки» обычно содержат от 15 до 20 объёмных процентов алкоголя. Известные марки в этой категории (помимо Baileys) — Carolans и Saint Brendan’s.
В пятёрку крупнейших производителей ирландских сливочных ликёров в Ирландии входят (в произвольном порядке) Diageo, Niche Drinks, First Ireland Spirits, Terra и Merry’s.

## Смешивание
Обычно подаётся со льдом, так как сам по себе умеренно сильный напиток, но часто его усиливают более крепкими алкогольными напитками, например, виски или иногда бурбоном. Также используются другие кофейные (Калуа) и карамельные ликёры. Благодаря сливочному вкусу «Ирландские сливки» являются частым компонентом для коктейля «Белый русский».